# Ölfusá
Die Ölfusá ist ein Fluss im Süden Islands. Er entsteht aus dem Zusammenfließen der beiden Flüsse Hvítá und Sog südlich von Þingvellir und strömt von da in den Atlantik.

## Flussverlauf
Zunächst fließt die Ölfusá am Fuße des Berges Ingólfsfjall breit dahin, wird dann auf die Stadt Selfoss zu schmaler und arbeitet sich in einer etwa 25 m breiten und 9 m tiefen Schlucht durch das Lavafeld Þjórsárhraun.
Hinter Selfoss verbreitert sich der Fluss auffallend und verringert seine Fließgeschwindigkeit, bis er fast zum Stehen kommt. Er erreicht hier eine Breite von ca. 5 km. Es handelt sich um eine der breitesten Flussmündungen des Landes mit beträchtlichem Gezeitenschwell. Man kann diese Flussmündung durchaus auch als Lagune bezeichnen. Knapp vor der eigentlichen Mündung verengt die Landzunge Óseyrarnes den hier nochmals viel schmaleren Strom. Seit 1988 führt der Eyrarbakkavegur  über eine 360 m lange Brücke nahe der Mündung.

## Wichtigste Daten
Der Fluss gehört zusammen mit der Þjórsá zu den am meisten Wasser führenden Flüssen des Landes. Die durchschnittliche Wassermenge im Sommer beträgt 330–470 m³/s, im Winter 300–500 m³/s Die höchste jemals gemessene Menge lag bei 2.500 m³/s Bei Tauwetter kann der Fluss beträchtlich anschwellen.

## Verkehr
Infolgedessen stellte die Ölfusá früher ein beträchtliches Hindernis für den Verkehr dar. Fähren konnten nur teilweise Abhilfe schaffen. Die älteste Brücke über den Fluss wurde 1891 bei Selfoss erstellt und stand dort bis 1944. Sie wurde 1945 durch eine neuere ersetzt. Über diese Brücke führt die Ringstraße .

## Fischen und Angeln
Schließlich ist die Ölfusá auch ein wichtiger Lachsfluss, in dem man aber auch Forellen angeln kann.